# Lagunas de Guanacache, Desaguadero y del Bebedero
Lagunas de Guanacache, Desaguadero y del Bebedero es un sistema lagunar que abarca parte del noreste de la provincia de Mendoza, la zona sudeste de la provincia de San Juan y el noroeste de la provincia de San Luis.
En el año 1999 se designó sitio Ramsar el área de 580 000 ha. pertenecientes a las provincias de Mendoza y San Juan. En el año 2006 se amplió el área protegida luego de la integración de la zona perteneciente a la provincia de San Luis, con lo que la superficie total es actualmente de 962 370 ha., que incluyen el parque nacional Sierra de las Quijadas.

## Características Generales
Lagunas de Guanacache, Desaguadero y del Bebedero es un sistema hidrológico exorreico, de lagunas y bañados encadenados, alimentados por los ríos Mendoza y San Juan y, antiguamente, los desagües del Bermejo, que descarga por el río Desagüadero.
Desde el punto de vista fitogeográfico, corresponde a la región del monte. La cuenca de algo menos de 10 000 km² y una altitud media de 450 m s. n. m. incluye humedales y ambientes de secano. El sector norte, en las provincias de San Juan y Mendoza, está caracterizado por el ambiente del monte, que gradualmente se altera hasta definirse como chaco árido en la región correspondiente a la provincia de San Luis. Es uno de los humedales más importantes de la región oeste de Argentina.
Desde el 14 de diciembre de 1999 estas lagunas pertenecen al sistema Ramsar con el objetivo de su recuperación.
Inicialmente, la designación se aplicaba a una superficie de 580 000 ha. llamada Lagunas de Guanacache, perteneciente a las provincias de San Juan y Mendoza. El 5 de junio de 2007 el área protegida fue ampliada a 962 370 ha., incluyendo la región noroeste de la provincia de San Luis. Con esta ampliación adquirió el nombre con el cual se la conoce actualmente, es decir, Lagunas de Guanacache, Desaguadero y del Bebedero.

## Ubicación

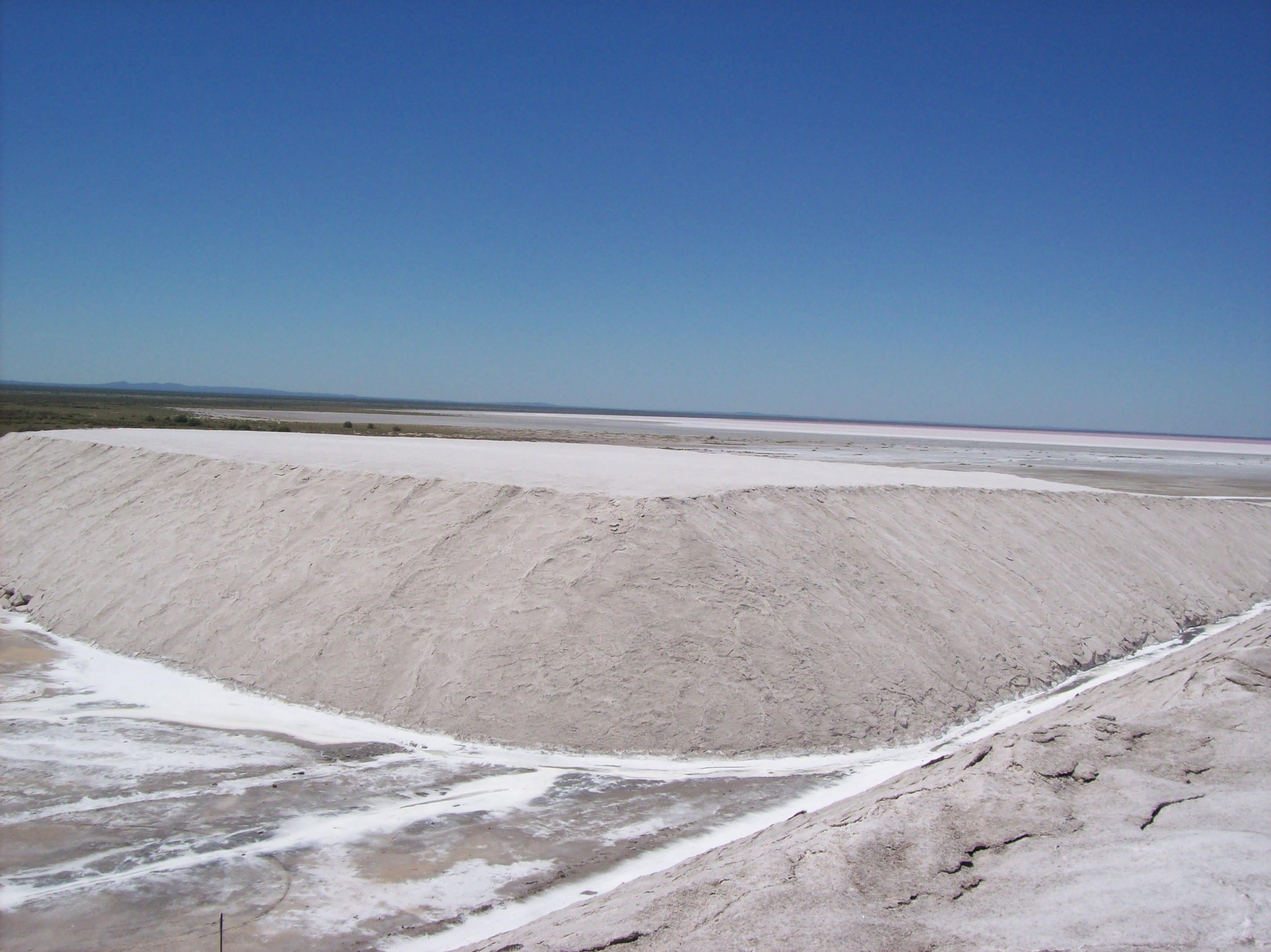
Salinas del Bebedero, en la provincia de San Luis.

El sistema Lagunas de Guanacache, Desaguadero y del Bebedero se encuentra al pie de los Andes centrales en el centro de la región argentina denominada Cuyo, en el área en la que limitan las provincias de San Juan, Mendoza y San Luis.
Administrativamente, el área cubre parte los departamentos de Sarmiento y 25 de Mayo de la provincia de San Juan, Lavalle y La Paz de la provincia de Mendoza y la totalidad del parque nacional Sierra de las Quijadas y las Salinas del Bebedero en la provincia de San Luis.
Este sistema palustre se ubica encuadrado entre las coordenadas 32.o a 34.oS y 66.o30' a 68.o42'O.

## Valores culturales
Los primitivos habitantes del lugar pertenecieron al pueblo huarpe. Se instalaron en la región desde el siglo VI aproximadamente, utilizando los diversos recursos que les ofrecían las enormes extensiones de agua, que aún entonces presentaban un régimen de alternancia, aumentando o disminuyendo su superficie en función de las lluvias, las estaciones del año o los deshielos. Los huarpes se asentaron en las orillas, haciendo uso, entre otras cosas, de las posibilidades de la pesca que les proporcionaba el ecosistema y navegando el extenso sistema de lagunas con embarcaciones semejantes a los "caballitos de totora" que usan los uru en el Lago Titicaca. Hasta aproximadamente el siglo XVI y la llegada de los españoles, se conservó un delicado equilibrio mediante el cual las comunidades huarpes habitaban y se desarrollaban en el lugar sin alterar los recursos del ecosistema.
La influencia española implicó el despoblamiento de la región de las lagunas, ya que un gran número de los primitivos habitantes fue destinado a las "encomiendas", los emprendimientos rurales o mineros. Esta situación alteró de modo irremediable el equilibrio anterior entre la población y los recursos del ambiente.
Hacia las primeras décadas del siglo XX se iniciaron las construcciones de los grandes diques de Mendoza y San Juan, aguas arriba de los ríos de los cuales dependía el sistema de lagunas, produciendo, entre otros efectos, la emigración de la casi totalidad de los habitantes de la región.
En la actualidad, viven en la región unas 4000 personas que se reconocen a sí mismas como huarpes "laguneros".

## Flora
En el sistema de lagunas de Guanacache, Desaguadero y del Bebedero están presentes varios subsistemas con características propias y diferenciadas. Dentro de las generalidades del ambiente de monte están ṕresentes áreas de monte inundado con bosquecillos de chañar (Geoffroea decorticans) y retamo (Bulnesia retama) y de pastizal inundado donde prevalecen los pastos salados (Distichlis spicata), las chilca (Baccharis salicifolia), las pachanas (Pseudobaccharis spartioides) y los gramillones (Cynodon dactylon), entre otros.
Las áreas inmediatas a las costas se pueden diferenciar como un tercer ambiente, en algunos casos sin vegetación significativa o con escasa presencia de matas de pastos, básicamente chilcas y pachanas.
Los márgenes de los ríos presentan la estructura vegetal de bosque en galería, es decir, especies arbóreas que se desarrollan en el sector inmediato a los cursos de agua, sin propagarse más allá de ese espacio ribereño. Entre las especies del bosque en galería se encuentran los escasos ejemplares de quebracho blanco (Aspidosperma quebracho-blanco) que perviven en la región, el algarrobo dulce (Prosopis flexuosa), el retamo (Bulnesia retama) y casi exclusivamente en los márgenes del río Desaguadero el sauce criollo (Salix humboldtiana).
Las áreas de pantanos y los terrenos bajos están cubiertas por totoras (Typha domingensis), carrizos (Phragmites australis), juncos (Juncus balticus), e hisopos de agua (Bacopa monnieri) entre otras especies propias de la vegetación hidrófila.
Las zonas más elevadas, secas y áridas presentan pastizales de plumerillo (Trichloris) y gramilla (Cynodon dactylon).

## Fauna

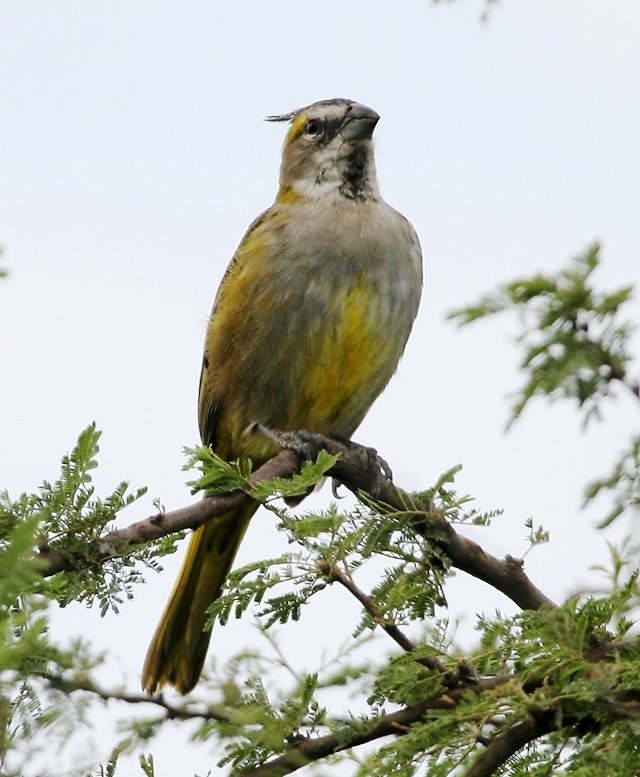
Ejemplar de cardenal amarillo (Gubernatrix cristata), especie amenazada registrada en el sitio.

Esta extensa región presenta ciertas diferenciaciones ambientales que constituyen el hábitat de peludos o tatús (Chaetophractus villosus), piches o quirquinchos (Zaedyus pichiy) matacos (Tolypeutes matacus), pichiciegos (Chlamyphorus truncatus) y varios felinos como el gato montés (Leopardus geoffroyi), el gato del pajonal (Leopardus colocolo), el yaguarundí (Puma yagouaroundi) y el puma (Puma concolor).
El humedal se caracteriza por su riqueza ornitológica. Sólo en el sector correspondiente a la provincia de San Juan, se ha registrado la presencia de ejemplares de biguá (Phalacrocorax brasilianus), garza blanca (Ardea alba), jote cabeza colorada (Cathartes aura), cigüeña americana (Ciconia maguari), chimango (Milvago chimango), gallineta común (Pardirallus sanguinolentus), gallareta chica	(Fulica leucoptera), tero real (Himantopus mexicanus), pitotoy chico (Tringa flavipes), pitotoy grande (Tringa melanoleuca) y multitud de pájaros cantores, entre los que se observaron ejemplares de tachurí sietecolores (Tachuris rubrigastra), pico de plata (Hymenops perspicillatus), tijereta (Tyrannus savana), junquero (Phleocryptes melanops), golondrina barranquera (Pygochelidon cyanoleuca), varillero ala amarilla (Agelasticus thilius) y verdón (Embernagra platensis).
El sistema de Lagunas de Guanacache está incluido en las AICAs de Argentina, por su valor para la conservación de las aves ya que se han registrado en algunas pocas ocasiones ejemplares de especies amenazadas como el ñandú (Rhea americana) y el cardenal amarillo (Gubernatrix cristata) y especies endémicas como el gallito arena (Teledromas fuscus) y la monterita canela (Poospiza ornata).
La fauna incluye reptiles, representados por varias subespecies de lagartijas de los géneros Liolaemus, Homonota y Phymaturus; otros pequeños lagartos identificados como pertenecientes a los géneros Diplolaemus, Leiosaurus y Pristidactylus y la relativamente frecuente la iguana colorada o lagarto colorado (Salvator rufescens).
La diversidad de ofidios es relativamente destacable. Se encuentran la boa de las vizcacheras (Boa constrictor occidentalis), algunas culebras de los géneros Pseudoboa y Philodryas y las peligrosas coral chaqueña (Micrurus pyrrhocryptus), yarará ñata (Bothrops ammodytoides) y yarayá chica (Bothrops neuwiedi diporus).
La ictiofauna incluye al bagre aterciopelado (Diplomystes cuyanus) y los pequeños Trichomycterus heterodontus y Pimelodella laticeps, la anguila de río (Synbranchus marmoratus), la madre de agua (Jenynsia lineata), el pejerrey (Odontesthes bonariensis), el pejerrey patagónico (Odontesthes hatcheri), la perca (Percichthys), la mojarra de cola roja (Astyanax eigenmanniorum), entre otros.

## Amenazas
El sistema de lagunas de Guanacache, Desaguadero y del Bebedero enfrenta diversas amenazas para su preservación. Algunas de ellas provienen de la dinámica de los procesos naturales, por ejemplo los episodios de grandes sequías o de inundaciones que modifican los hábitat de humedales o secanos, respectivamente. Sin embargo los mayores riesgos derivan de la acción humana, en algunas ocasiones producto del desconocimiento o de las necesidades derivadas de la supervivencia, como el sobrepastoreo, la caza furtiva o la tala clandestina.
En otros casos la acción humana que amenaza al sistema deriva de la indiferencia o la irresponsabilidad, como es el caso de los desvíos clandestinos, endicamientos o contaminación del río San Juan, los incendios provocados, la introducción de especies exóticas, las prácticas agrícolas o ganaderas descontroladas, etc.